# Cartaya
Cartaya er en by og kommune i det sydvestlige Spanien i provinsen Huelva. Den har et indbyggertal på 21.408 (2024) indbyggere.